# Les Aulneaux
 Les Aulneaux  es una población y comuna francesa, situada en la región de Países del Loira, departamento de Sarthe, en el distrito de Mamers y cantón de La Fresnaye-sur-Chédouet.

## Demografía
| 157 | 139 | 127 | 101 | 101 | 110 |
| Para los censos de 1962 a 1999 la población legal corresponde a la población sin duplicidades (Fuente: INSEE [Consultar]) |     |     |     |     |     |